# Robert Mercier
Robert Mercier (14 tháng 10 năm 1909-23 tháng 9 năm 1958) là một cầu thủ bóng đá người Pháp.
Ông chơi cho các câu lạc bộ như Club Français, RC Paris, RC Arras và Stade Rennais. Cùng với Walter Kaiser, ông là vua phá lưới giải Ligue 1 đầu tiên ở mùa 1932-33.
Ông sự nghiệp cầu thủ, ông trở thành huấn luyện viên cho FC Dieppe.